# August Lindmark
Carl August Lindmark, född 26 maj 1864 i Stockholm, död där 20 februari 1946, var en svensk skomakare och kommunalpolitiker.
August Lindmark var son till skomakarmästaren Philip August Lindmark. Han var elev vid Jakobs lägre elementarläroverk, blev skomakarlärling 1879 och övertog 1885 faderns skomakeri. 1895 blev han ledamot av Stockholms stads hantverksförening, 1904 vice ordförande och 1907 ordförande där, en post han innehade till 1939. Lindmark var även ledamot av styrelsen för Borgerskapets femtio äldste från 1898 och dess vice ordförande 1924–1934 och ordförande 1934–1946. Han var 1901–1931 ledamot av Stockholms stadsfullmäktige och som sådan ledamot av drätselnämndens första avdelning 1910–1925 och andre vice ordförande 1925–1927. Vidare var han ledamot av styrelsen för Borgerskapets bemedlingskommission 1902–1946 och ordförande där 1924–1946, ledamot av styrelsen för Sveriges hantverksorganisation 1905–1946, som vice ordförande 1908–1927 och ordförande 1927–1939, samt ledamot av styrelsen för Borgerskapets gubbhus 1910–1946, från 1935 som ordförande. Lindmark var sakkunnig vid överarbetningen av 1909 års förslag om lärlingsavtal 1910–1913, ledamot av 1917 års bankkommission 1919, ledamot av direktionen för Stockholms stads brandstodsbolag till försäkring av lös egendom 1919–1946 varav 1927–1936 som vice ordförande och 1936–1944 som ordförande, 1922–1927 vice ordförande och 1927–1939 ordförande i styrelsen för Hantverksinstitutet, 1927–1946 ledamot av Nordiska hantverksrådet, ordförande i styrelsen för Föreningen Stockholms lärlingshem 1927–1939, ledamot av järnvägsrådet 1927–1940 och av 1936 års hantverkssakkunniga 1936–1939. August Lindmark är begravd på Norra begravningsplatsen utanför Stockholm.